# Deklešanec
 Deklešanec  falu Horvátországban Kapronca-Kőrös megyében. Közigazgatásilag Gornja Rijekához tartozik.

## Fekvése
Kőröstől 15 km-re északnyugatra, községközpontjától  1 km-re északkeletre a Kemléki-hegység déli lejtőin fekszik.

## Története
A települést 1573-ban említik először. Jobbágyai, több környező településsel együtt a tatárjárás után IV. Bélától nemességet kaptak, mivel Kemlék várát megvédték a tatároktól. Erről a község népe mai is megemlékezik azon a napon, melyet a „nemesség napjának” neveznek. Lakói nemességükre mindig büszkék voltak és az egész kemléki térség, hasonlóan a Túrmezőhöz ősi, nemesi önigazgatási körzet volt. A kiváltságok mintegy húsz falut érintettek és az összes földesúri adótól mentesek voltak. Így mentesek voltak a robottól, nem kellett sem kilencedet, sem egyházi  tizedet fizetniük. Ez sok viszontagságtól megvédte őket.
A falunak 1857-ben 172, 1910-ben 246 lakosa volt. A  trianoni békeszerződésig Belovár-Kőrös vármegye Körösi járásához tartozott. 2001-ben 141 lakosa volt.

## Népessége
| Lakosság változása | Lakosság változása | Lakosság változása | Lakosság változása | Lakosság változása | Lakosság változása | Lakosság változása | Lakosság változása | Lakosság változása | Lakosság változása | Lakosság változása | Lakosság változása | Lakosság változása | Lakosság változása | Lakosság változása | Lakosság változása |
| ------------------ | ------------------ | ------------------ | ------------------ | ------------------ | ------------------ | ------------------ | ------------------ | ------------------ | ------------------ | ------------------ | ------------------ | ------------------ | ------------------ | ------------------ | ------------------ |
| 1857               | 1869               | 1880               | 1890               | 1900               | 1910               | 1921               | 1931               | 1948               | 1953               | 1961               | 1971               | 1981               | 1991               | 2001               | 2011               |
| 172                | 177                | 169                | 198                | 224                | 246                | 234                | 262                | 226                | 213                | 200                | 173                | 167                | 151                | 141                | 136                |

## Nevezetességei
- Kiskemlék várának romjai[4] a falu felett egy nehezen megközelíthető, szakadékszerűen meredek oldalú hegygerinc északi végében találhatók. A kis alapterületű vár szabálytalan félkörív alaprajzú volt egy négyzetes lakótoronnyal. A vár legépebben maradt része az egykori kaputorony volt, mely mára a járószintig leomlott. Az egykori épületekre, noha a vár kétszintes lehetett csak kisebb falmaradványok utalnak. A sziklagerinc déli végén egy természetes árok húzódik, melyet fallal is megerősítettek.
- A vár alatt valamikor állt egy Szent Borbála tiszteletére szentelt kápolna is, mely azonban az idők során elpusztult.